# قلب‌های شکسته
قلب‌های شکسته (انگلیسی: Busted Hearts) یک فیلم کمدی صامت کوتاه به کارگردانی بابی برنز و والتر استال است که در سال ۱۹۱۶ منتشر شد. از بازیگران این فیلم می‌توان به اولیور هاردی و اتل برتون اشاره کرد.